# Novè Govern d'Espanya durant la dictadura franquista

Escut de l'estat espanyol

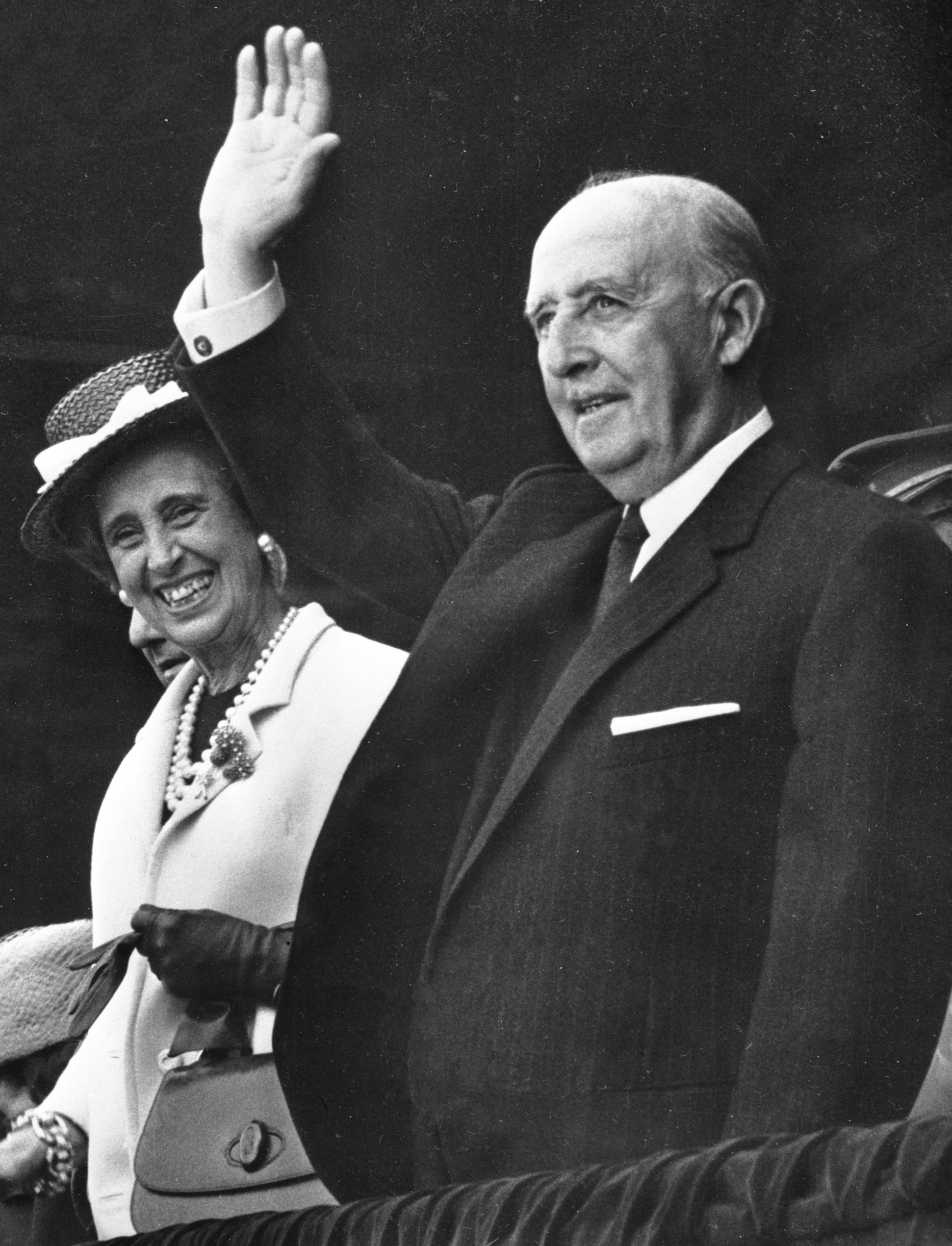
Francisco Franco, cap d'Estat

El Novè Govern d'Espanya durant la dictadura franquista va durar del 10 de juliol de 1962 al 7 de juliol de 1965.

## Fets destacats
Fou el primer govern franquista amb la presència d'Agustín Muñoz Grandes com a vicepresident i Luis Carrero Blanco, com a subsecretari de la presidència.
Durant aquest govern es va posar en marxa el Plan de Desarrollo, els fruits del qual es començarien a veure en el X Govern. Es produïren alguns intents d'assassinar Franco per tant de Defensa Interior, que foren molt durament reprimits pel règim. En 1963 fou executat Julián Grimau, darrer condemnat en aplicació de la Llei de Responsabilitats Polítiques per crims comesos entre 1936 i 1939, cosa que provocà fortes protestes a nivell internacional.

## Composició
- Cap d'Estat

Francisco Franco Bahamonde
- Vicepresident del Govern

Agustín Muñoz Grandes
- Ministre Subsecretari de la Presidència

Luis Carrero Blanco
- Ministre de la Governació

Camilo Alonso Vega
- Ministre d'Hisenda

Mariano Navarro Rubio
- Ministre de Treball

Jesús Romeo Gorría
- Ministre d'Afers exteriors

Fernando María Castiella
- Ministre de Justícia

Antonio Iturmendi Bañales
- Ministre de l'Exèrcit

Pablo Martín Alonso
Camilo Menéndez Tolosa (militar)
- Ministre de l'Aire

José Daniel Lacalle Larraga
- Ministre de Marina

Almirante Pedro Nieto Antúnez
- Ministre d'Industria

Gregorio López-Bravo de Castro
- Ministre de Comerç

Alberto Ullastres Calvo
- Ministre d'Obres Públiques.

Jorge Vigón Suero-Díaz
- Ministre d'Agricultura

Cirilo Cánovas García
- Ministre d'Habitatge

José María Martínez y Sánchez-Arjona
- Ministre d'Educació

Manuel Lora-Tamayo Martín
- Ministre Secretari General del Moviment

José Solís Ruiz
- Ministre d'Informació i Turisme

Manuel Fraga Iribarne
- Ministre sense cartera

Pere Gual i Villalbí

## Canvis
- L'11 de febrer de 1964 el ministre de l'Exèrcit, Pablo Martín Alonso va morir i fou substituït per Camilo Menéndez Tolosa.